# Daniel Solà
Daniel Solà Villa (1976. január 3. –) spanyol raliversenyző.

## Pályafutása

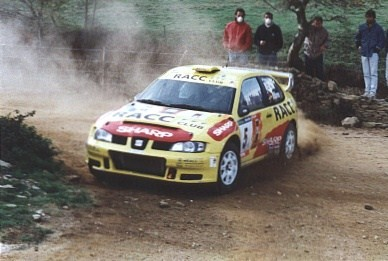
Solà verseny közben (2001)

Az 1997-es Katalán-ralin debütált a világbajnokság mezőnyében. 2002-ben megnyerte a junior rali-világbajnokságot, majd 2003-ban ötödik lett az N csoportos autók számára kiírt világbajnokságon. A 2004-es Katalán-ralin megszerezte pályafutása első abszolút világbajnoki pontjait. 2005-ben, hat futamon volt a Ford gyári versenyzője. 2006-ban megnyerte a spanyol ralibajnokságot. 2007-ben és 2008-ban az interkontinentális ralibajnokság versenyein állt rajthoz.

## Külső hivatkozások
- Hivatalos honlapja
- Profilja az ewrc.cz honlapon
- Profilja a rallybase.nl honlapon